# 735
Раннє Середньовіччя. Триває чума Юстиніана. У Східній Римській імперії триває правління Лева III. Більшу частину території Італії займає Лангобардське королівство, деякі області належать Візантії. У Франкському королівстві формально править династія Меровінгів при фактичній владі в руках Карла Мартела. В Англії триває період гептархії. Авари та слов'яни утвердилися на Балканах. Центр Аварського каганату лежить у Паннонії. Існують слов'янські держави: Карантанія та Перше Болгарське царство.
Омеядський халіфат займає Аравійський півострів, Сирію, Палестину, Персію, Єгипет, Північну Африку та Піренейський півострів. У Китаї править династія Тан. Індія роздроблена. У Японії триває період Нара. Хазарський каганат підпорядкував собі кочові народи на великій степовій території між Азовським морем і Аралом. Тюркський каганат доживає останні роки.
На території лісостепової України в VIII столітті виділяють пеньківську й корчацьку археологічні культури. У VIII столітті тривало швидке розселення слов'ян. У Північному Причорномор'ї співіснують різні кочові племена, зокрема булгари, хозари, алани, авари, тюрки, кримські готи.

## Події
- Епідемія віспи в Японії зменшила населення на 30 %.
- Після смерті Едо Великого його син Гунальд відмовляється визнати Карла Мартела сюзереном, і той пішов на Аквітанію.
- Араби захопили Арль. Виникла загроза Бургундії, в якій Мартел щойно навів порядок.
- Мусульмани здійснили похід на Сардинію.